# Norwegian Bliss
La Norwegian Bliss è una nave da crociera appartenente alla compagnia di navigazione Norwegian Cruise Line.

## Servizio
Varata il 17 febbraio 2018 nel cantiere navale Meyer Werft di Papenburg con il nome di Norwegian Bliss e consegnata il 19 aprile successivo, salpa due giorni dopo da Bremerhaven per il suo viaggio inaugurale verso New York, dove giunge il 3 maggio.
Successivamente salpa per Seattle, dove giunge il 30 maggio e la sera stessa viene battezzata dal padrino Elvis Duran.
Il 2 giugno prende ufficialmente servizio nelle crociere per l'Alaska.
Da marzo al 12 agosto 2020 rimane in disarmo a Copenaghen in seguito alla chiusura delle frontiere a causa della pandemia di Covid-19. 
Il 25 agosto torna regolarmente in servizio.

## Record
Con l'attraversamento del canale di Panama durante la navigazione da New York a Seattle, ha ottenuto il record di nave da crociera più grande mai transitatavi.

## Navi gemelle
- Norwegian Escape
- Norwegian Joy
- Norwegian Encore